# پست اوک بند سیتی (تگزاس)
پست اوک بند سیتی، تگزاس(به انگلیسی: Post Oak Bend City, Texas) شهری در ایالت تگزاس از ایالات جنوبی ایالات متحده آمریکا است. در سرشماری سال ۲۰۰۰، جمعیت این شهر ۴۰۴ نفر اعلام شد.